# Tlayacapan
Tlayacapan es una localidad del estado mexicano de Morelos. Es la cabecera del municipio de Tlayacapan.

## Toponimia
El nombre «Tlayacapan» proviene de los términos en náhuatl: tlalli, tierra; yacac, nariz o punta; pan, encima de. Su significado es «Sobre la cima de la tierra».

## Demografía
| Gráfica de evolución demográfica |
|                                  |

| Censo | Población |
| ----- | --------- |
| 1900  | 2503      |
| 1910  | 2762      |
| 1921  | 1154      |
| 1930  | 1567      |
| 1940  | 1743      |
| 1950  | 2141      |
| 1960  | 2570      |
| 1970  | 3538      |
| 1980  | 5031      |
| 1990  | 5532      |
| 2000  | 7206      |
| 2010  | 7989      |
| 2020  | 8374      |